# Pedro Mario Burelli
Pedro Mario Burelli Briceño es un empresario venezolano y exmiembro de la junta directiva de Petróleos de Venezuela hasta 1998. Es el fundador y actualmente ocupa el cargo como director general de B + V Advisors, LLC.

## Biografía
Pedro Burelli nació en la ciudad de Mérida en 1958, hijo de Miguel Ángel Burelli Rivas y de doña María Briceño, hija del escritor Mario Briceño Iragorry. Realizó estudios de Ciencias Políticas en La Universidad del Sur de California y posee un máster en Administración Pública (MPA) en la Escuela de Gobierno Kennedy en la Universidad de Harvard. 
El 28 de mayo de 2014 es señalado por el entonces alcalde del Municipio Libertador de Caracas, Jorge Rodríguez Gómez como uno de los planificadores de un intento de magnicidio contra el presidente Nicolás Maduro. Entre otros señalados también estaban Henrique Salas Römer, Diego Arria, Ricardo Emilio Koesling, Gaby Arellano, Gustavo Tarre Briceño y Robert Alonso Bustillo.

## Cristina Vollmer
Cristina Vollmer de profesión antropólogo social, casada con Mario Burelli en agosto de 1986, ha llevado adelante el programa de educación universal "aprendiendo a querer" para la formación del carácter del niño durante los años de educación escolar creado por su sra madre Christine de Vollmer documentado en una serie de doce libros con protagonistas como "Carlos y Alicia" que se desarrollan desde que los niños tienen siete años de edad como una novela, van avanzando hasta que llegan a su mayoría de edad, escrito en un lenguaje secular. El programa ha sido aplicado por diferentes ministerios de educación en América Latina.Provive y sus proyectos, entrevista a Christine de Vollmer  Es fundadora de la organización SOS Orinoco que se preocupa sobre las principales causas y consecuencias del daño que han hecho del Arco Minero